# マリナ・ヴィヤゾフスカ
マリナ・セルヒイウナ・ヴィヤゾフスカ（ウクライナ語: Марина Сергіївна В'язовська、英語: Maryna Sergiivna Viazovska、1984年12月2日 - ）は、ウクライナの女性数学者。球充填問題を8次元と24次元において解決した業績で知られる。現在、スイスのスイス連邦工科大学ローザンヌ校数学研究所の数論分野の教授を務める。

## 経歴

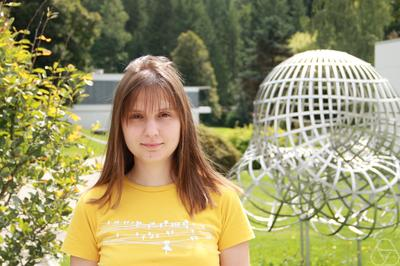
オーバーヴォルファッハ数学研究所でのヴィヤゾフスカ(2012年8月25日)

1984年にウクライナの首都キーウに生まれた。科学技術分野の優れた児童のためのエリート中等教育機関であるキーウ自然科学ライシーアムNo.145に通った。ペチェルシク地区にあるこの教育機関は、数学、物理学、コンピューターサイエンスの専門学校として1962年に設立された。この教育機関の数学と物理学のプログラムは、キエフ大学の学部と協力して開発されていた。ヴィヤゾフスカは、この学校で、教師であるアンドリー・クニャジュクに特に影響を受けた。2002年、2003年、2004年、2005年に、彼女はキーウ大学の学生として、大学生を対象とした国際数学コンペティションに出場し、2002年と2005年の両年で優勝した
ヴィヤゾフスカは、ウクライナ国立科学アカデミー数学研究所から専門職学位を、カイザースラウテルン工科大学から修士号を取得し、さらに2013年にボン大学から博士号を取得した。彼女の博士論文である「モジュラー形式と特殊サイクル」は解析的整数論に関するものである。ドン・ザギエとヴェルナー・ミュラーが監修した。
彼女は、ベルリン数学学校とベルリンのフンボルト大学ポスドク研究員であり、プリンストン大学のミネルバ
客員研究員であった 。 2018年1月以来、彼女はテニュアトラック助教授として短期間勤務した後、スイスのスイス連邦工科大学ローザンヌ校（EPFL）で常勤の数論の教授を務めている 。

## 業績
2016年に、ヴィヤゾフスカは球充填問題を8次元で そして、他の人と協力して24次元で解決した 。以前は、問題は3次元以下でしか解決されておらず、3次元での証明（ケプラー予想）にはコンピューターを用いて50,000行のプログラムコードを使用して300ページのテキストで提示されていたが、対照的に、8次元と24次元でのヴィヤゾフスカの証明は、わずか23ページ程で「驚くほど単純」であった 。
球充填に関する研究だけでなく、ヴィヤゾフスカはボンダレンコとラチェンコによる球デザインの研究でも知られている。彼女は彼らと一緒に、任意の次元の小さなデザインの存在についてのコレヴァールとマイヤーズの推測を証明した。 この結果は、彼女の共著者であるアンドリー・ボンダレンコが2013年に近似理論でヴァシルA.ポポフ賞を受賞した貢献の1つとなる

## 受賞歴
- 2016年 サレム賞[14]を受賞。
- 2017年 球充填とモジュラー形式の研究でクレイ研究賞とSASTRAラマヌジャン賞を受賞[15][16]。
- 2017年12月 「8次元と24次元の球充填問題解決」により、2018年 New Horizons in Mathematics Prizeを受賞[17]。彼女は2018年国際数学者会議で招待者として講演を行った[18]。
- 2019年 ルース・リトル・サッター数学賞（英語版）[19]とフェルマー賞を受賞。[20]
- 2020年 ヨーロッパ数学会賞 を受賞[21]。
- 2020年 ラトシス財団（英語版）からスイス・ラトシス賞 (National Latsis Prize) を受賞[22]。
- 2022年 フィールズ賞受賞[23]。

## 家族
夫は物理学者。息子がいる。